# Hegyékesség
A hegyékesség (Trientalis) a hangavirágúak (Ericales) rendjének, ezen belül a kankalinfélék (Primulaceae) családjának egy kis nemzetsége mindössze három fajjal. Egyes szerzők szerint nem önálló nemzetség, hanem a Lysimachia nemzetség része. Számos szerző szerint a három faj valójában kettő: ők a két amerikai fajt (T. 
T. ) a nyugati hegyékesség alfajainak tekintik (Trientalis borealis ssp. borealis, Trientalis borealis ssp. latifolia).

## Elterjedése
Cirkumpoláris-boreális, jellegzetesen hidegkedvelő nemzetség, amely Európa és Ázsia északi részén, a Brit-szigetektől Kamcsatkáig és Japánig, illetve Észak-Amerikában él.

## Megjelenése
Gyöktörzsén kis gumók nőnek; ezekből sarjad. Tudományos nevét (Trientalis) onnan kapta, hogy hajtása alacsony, a láb egyharmadáig ér.
Szára szinte kopasz; a legtöbb levél a hajtás csúcsáról, rozettaszerűen terül szét. Legfeltűnőbb, szokatlan vonása a hetes szimmetria. A karcsú, felálló virágkocsányokon egyesével nyílnak látványos virágai.

## Életmódja
A hegyékesség örökzöld, virágos növény. Fő élőhelyei a fenyvesek és tőzeglápok. A félárnyékot kedveli, az árnyékot tűri, a legelést nem bírja.
A virágokat zengőlegyek és lágybogarak látogatják, de a megporzás kevéssé hatékony, és a beérett magok közül is csak kevés csírázik ki. Éppen ezért a hegyékesség alapvetően vegetatívan, gyökereiről kihajtva szaporodik. A gyöktörzs végén augusztus közepéig alvórügyet hoz. Ezután a növény a hajtott gyöktörzzsel együtt elszárad, és csak az alvórügy marad életben, hogy a következő májusban kihajtson. A szaporodásnak ez a módja is inkább csak a túlélést biztosítja, mivel a növények több, mint kétharmada csak egyetlen télirügyet hoz. Ritkán fejlődik több alvórügy, és ezek közül is a legtöbbször csak az első és legnagyobb hajt ki tavasszal.

## Kártevői
Az emlősök közül csak néhány, kis testű rágcsáló eszi meg (ritkán). Az egyes fajokat egy-egy fajspecifikus üszöggomba veszélyezteti. Ez a gyöktörzs közvetítésével átterjedhet egyik növényről a klónokra, és jobban fertőzi az árnyékban élőket. Kimutatták, hogy a rágcsálók szívesebben eszik meg a fertőzött növényeket, és ezzel akár vissza is szoríthatják a gombafertőzést.